# Кастельнуово-ді-Порто
Кастельнуово-ді-Порто (італ. Castelnuovo di Porto) — муніципалітет в Італії, у регіоні Лаціо,  метрополійне місто Рим-Столиця.
Кастельнуово-ді-Порто розташоване на відстані близько 27 км на північ від Рима.
Населення — 8576 осіб (2014).
Щорічний фестиваль відбувається першої неділі вересня. Покровитель — Sant'Antonino.

## Демографія
Населення за роками:

Станом на 1 січня 2023 року в муніципалітеті офіційно проживало 1247 іноземців з 71 країни, серед них 781 громадянин країн Євросоюзу та 26 громадян України.

## Сусідні муніципалітети
- Капена
- Мальяно-Романо
- Монтеротондо
- Морлупо
- Ріано
- Сакрофано